# Gräberfeld von Jordbro

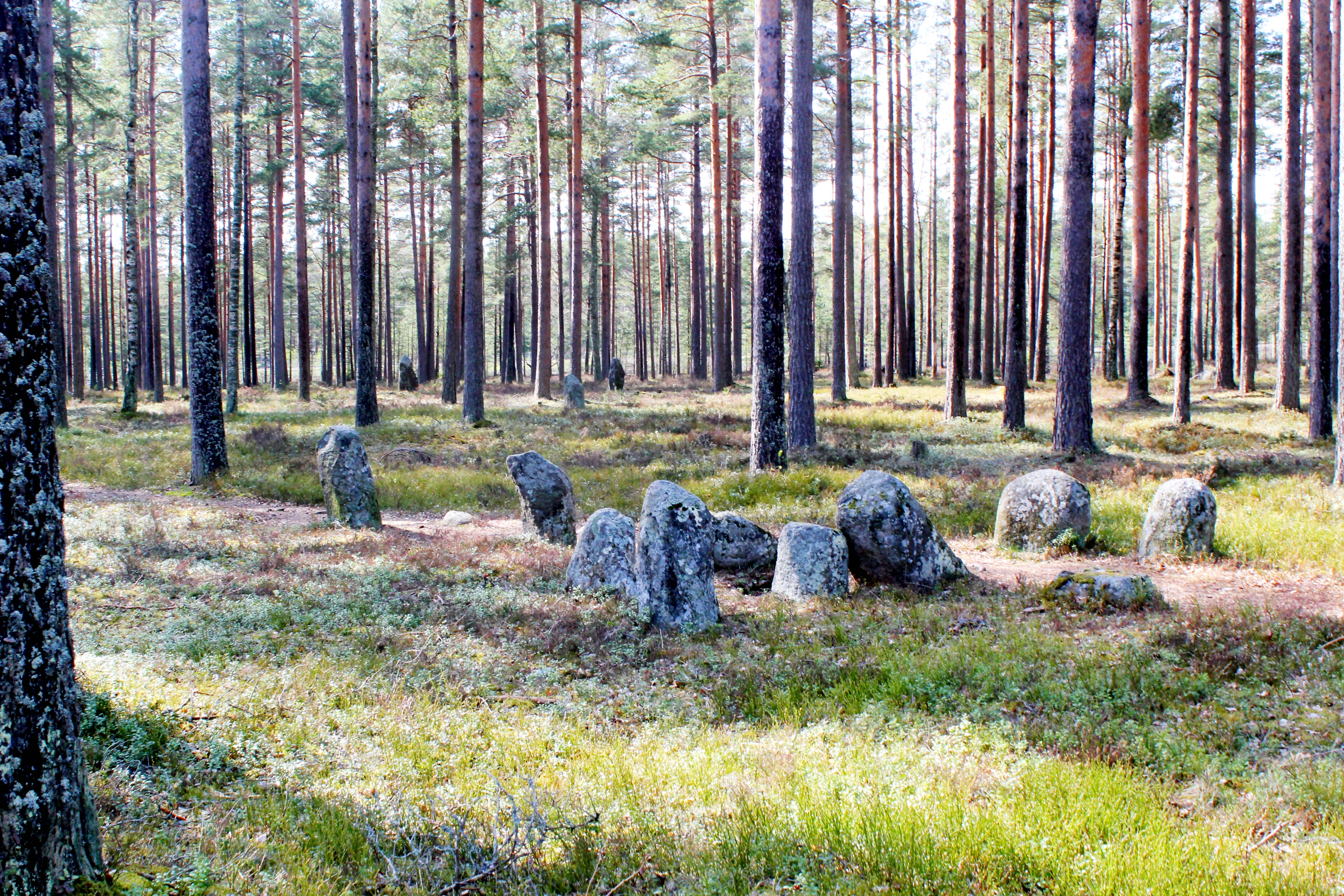
Gräberfeld von Jordbro

Das Gräberfeld von Jordbro (schwedisch Jordbro gravfält) ist Skandinaviens größtes Gräberfeld aus der frühen Eisenzeit in der Region Mälardalen. Es liegt unmittelbar südlich des Stadtgebietes von Jordbro, in Haninge, südlich von Stockholm in Schweden.
Das von einer Eisenbahnlinie geteilte 100.000 m² große Gräberfeld besteht aus etwa 660 Objekten; über 300 Bautasteinen, 38 rechteckigen Steinsetzungen, 14 Steinkreisen, drei Hohlwegen, einer Schiffssetzung, einem Grabhügel, einem Radgrab und einigen Rösen. Die kleine Schiffsetzung besteht aus kaum aus dem Boden ragenden Steinen und einem höheren mittig im Schiff befindlichen „Maststein“.
Die meisten Objekte stammen aus der Zeit zwischen 500 v. Chr. und 500 n. Chr., einige sind älter. Die tatsächliche Größe wurde bei archäologischen Untersuchungen in den 1990er Jahren entdeckt, als die Bahnlinie auf zwei Spuren erweitert wurde. Aber nur ein acht Meter breites und 220 m langes Areal wurde ausgegraben.